# Списък на политическите партии в Мароко
Мароко има многопартийна система, като в парламента обикновено влизат над 10 партии, без някоя от тях да има самостоятелно мнозинство, поради което често се образуват коалиционни мнозинства. Ролята на парламента е ограничена, като правителството се назначава от краля, макар че от 90-те години на 20 век той обикновено се съобразява с изборните резултати.
Тъй като Мароко смята спорната територия Западна Сахара за част от собствената си територия, мароканските партии са активни и там.
| Партия                                 | Места в парламента (2016) | Идеология                 |
| -------------------------------------- | ------------------------- | ------------------------- |
| Партия на справедливостта и развитието | 125                       | Умерен ислямизъм          |
| Партия на автентичността и модерността | 102                       | Консерватизъм             |
| Истиклял                               | 46                        | Национален консерватизъм  |
| Национално обединение на независимите  | 37                        | Либерализъм               |
| Народно движение                       | 27                        | Консервативен либерализъм |
| Социалистически съюз на народните сили | 20                        | Социалдемокрация          |
| Конституционин съюз                    | 19                        | Либерален консерватизъм   |
| Партия на прогреса и социализма        | 12                        | Демократичен социализъм   |
| други                                  | 7                         |                           |